# Mistrzostwa Świata Juniorów w Łucznictwie 2017
15. Mistrzostwa Świata Juniorów w Łucznictwie odbyły się w dniach 2 – 8 października 2017 roku w Rosario w Argentynie. W zawodach wzięli udział juniorzy do 20 roku życia oraz kadeci do 17 roku życia, strzelający z łuków klasycznych i bloczkowych.

## Reprezentacja Polski juniorów

### łuk klasyczny
- Oskar Kasprowski
- Marlena Kocaj
- Kamil Siczek
- Marek Szafran
- Anna Tobolewska
- Sylwia Zyzańska

### łuk bloczkowy
- Mariya Shkolna

## Reprezentacja Polski kadetów

### łuk klasyczny
- Kamil Bem
- Filip Łazowski
- Andrzej Neścior
- Weronika Święcka

## Medaliści

### Juniorzy

#### Strzelanie z łuku klasycznego
| Konkurencja:           | Złoto:                                                          | Srebro:                                                                   | Brąz:                                                      |
| indywidualnie kobiet   | Kim Kyoung-eun                                                  | Kuo Ting-an                                                               | Melanie Gaubil                                             |
| indywidualnie mężczyzn | Jeong Tae-yeong                                                 | Han Jae-yeop                                                              | Ricardo Soto                                               |
| drużynowo kobiet       | Włochy · Vanessa Landi · Lucilla Boari · Tatiana Andreoli       | Chiny · Xu Zhiyun · Long Xiaoqing · Li Jiaman                             | Chińskie Tajpej · Ku Yun-fei · Kuo Ting-an · Lin Chih-yu   |
| drużynowo mężczyzn     | Korea Południowa · Han Jae-yeop · Jeong Tae-yeong · Heo Jae-woo | Indie · Jemson Singh Ningthoujam · Shukmani Gajanan Babrekar · Atul Verma | Rosja · Erdem Irdyniew · Aleksiej Kriwołap · Erdem Cydypow |
| mikst                  | Indie · Jemson Singh Ningthoujam · Ankita Bhakat                | Rosja · Erdem Irdyniew · Swietłana Gombojewa                              | Turcja · Mete Gazoz · Yasemin Anagöz                       |

#### Strzelanie z łuku bloczkowego
| Konkurencja:           | Złoto:                                                                        | Srebro:                                                         | Brąz:                                                              |
| indywidualnie kobiet   | Alexis Ruiz                                                                   | Sarah Moon                                                      | Gizem Elmaağaçlı                                                   |
| indywidualnie mężczyzn | Curtis Broadnax                                                               | Jesse Clayton                                                   | Antonio Hidalgo Ibarra                                             |
| drużynowo kobiet       | Meksyk · Fernanda Zepeda · Esmeralda Sanchez · Laura Perez Chavez             | Wielka Brytania · Isabelle Carpenter · Phoebe Pine · Sarah Moon | Stany Zjednoczone · Cassidy Cox · Alexis Ruiz · Sophia Strachan    |
| drużynowo mężczyzn     | Meksyk · Rodolfo González · José Elizondo del Bosque · Antonio Hidalgo Ibarra | Kanada · Cole Beres · Jordan Adachi · Tristan Moran             | Stany Zjednoczone · Curtis Broadnax · Jesse Clayton · Kolby Hanley |
| mikst                  | Wielka Brytania · James Howse · Sarah Moon                                    | Stany Zjednoczone · Jesse Clayton · Alexis Ruiz                 | Kolumbia · Sebastian Arenas · Nora Valdez                          |

### Kadeci

#### Strzelanie z łuku klasycznego
| Konkurencja:           | Złoto:                                                       | Srebro:                                                                | Brąz:                                                                 |
| indywidualnie kobiet   | Park So-hui                                                  | Kyla Touraine-Helias                                                   | Zhang Mengyao                                                         |
| indywidualnie mężczyzn | Tang Chih-chun                                               | Yong Hyeok-jung                                                        | Kim Pil-joong                                                         |
| drużynowo kobiet       | Japonia · Ruka Uehara · Yuri Tarumoto · Kanae Sueki          | Rosja · Tuyana Budażapowa · Ekaterina Biriukowa · Wiktoria Charitonowa | Wielka Brytania · Louisa Piper · Thea Rogers · Alyssia Tromans-Ansell |
| drużynowo mężczyzn     | Stany Zjednoczone · Andrew Park · Adam Heidt · Jack Williams | Chińskie Tajpej · Sung Hao-kai · Li Yen-yu · Tang Chih-chun            | Japonia · Testuya Aoshima · Mau Tateno · Daisuke Tomatsu              |
| mikst                  | Chińskie Tajpej · Tang Chih-chun · Su Szu-ping               | Korea Południowa · Kim Pil-joong · An San                              | Francja · Lou Thirion · Lisa Barbelin                                 |

#### Strzelanie z łuku bloczkowego
| Konkurencja:           | Złoto:                                                                             | Srebro:                                                                    | Brąz:                                                   |
| indywidualnie kobiet   | Lucy Mason                                                                         | Alexandra Paquette                                                         | Geesa Bybordy                                           |
| indywidualnie mężczyzn | Bryan Alvarado Fernandez                                                           | Ethan Merrill                                                              | Edgar Diaz                                              |
| drużynowo kobiet       | Meksyk · Andrea Becerra Arizaga · Sophia Sanfelice · Maria Fernanda Garza Espinosa | Stany Zjednoczone · Sachiko Keane · Savannah Vanderwier · Breanna Theodore | Indie · Divya Dhayal · Khushbu Dhayal · Sanchita Tiwari |
| drużynowo mężczyzn     | Stany Zjednoczone · Anthony Ferraro · Ethan Merrill · Dane Johnson                 | Turcja · Emircan Haney · Gökhan Demirbaş · Bünyamin Yankaç                 | Meksyk · Miguel Becerra · Edgar Diaz · Garcia Sebastian |
| mikst                  | Turcja · Emircan Haney · Dilara Sevindik                                           | Meksyk · Edgar Diaz · Andrea Becerra Arizaga                               | Stany Zjednoczone · Dane Johnson · Sachiko Keane        |

## Klasyfikacja medalowa

### Juniorzy
| Lp. | Państwo           | Złoto | Srebro | Brąz | Razem |
| 1.  | Korea Południowa  | 3     | 1      | 0    | 4     |
| 2.  | Stany Zjednoczone | 2     | 2      | 2    | 6     |
| 3.  | Meksyk            | 2     | 0      | 1    | 3     |
| 4.  | Wielka Brytania   | 1     | 2      | 0    | 3     |
| 5.  | Indie             | 1     | 1      | 0    | 2     |
| 6.  | Włochy            | 1     | 0      | 0    | 1     |
| 7.  | Chińskie Tajpej   | 0     | 1      | 1    | 2     |
| 7.  | Rosja             | 0     | 1      | 1    | 2     |
| 9.  | Chiny             | 0     | 1      | 0    | 1     |
| 9.  | Kanada            | 0     | 1      | 0    | 1     |
| 11. | Turcja            | 0     | 0      | 2    | 2     |
| 12. | Chile             | 0     | 0      | 1    | 1     |
| 12. | Francja           | 0     | 0      | 1    | 1     |
| 12. | Kolumbia          | 0     | 0      | 1    | 1     |

### Kadeci
| Lp. | Państwo           | Złoto | Srebro | Brąz | Razem |
| 1.  | Stany Zjednoczone | 2     | 2      | 1    | 5     |
| 2.  | Chińskie Tajpej   | 2     | 1      | 0    | 3     |
| 3.  | Korea Południowa  | 1     | 2      | 1    | 4     |
| 4.  | Meksyk            | 1     | 1      | 2    | 4     |
| 5.  | Turcja            | 1     | 1      | 0    | 2     |
| 6.  | Japonia           | 1     | 0      | 1    | 2     |
| 6.  | Wielka Brytania   | 1     | 0      | 1    | 2     |
| 8.  | Portoryko         | 1     | 0      | 0    | 1     |
| 9.  | Francja           | 0     | 1      | 1    | 2     |
| 10. | Kanada            | 0     | 1      | 0    | 1     |
| 10. | Rosja             | 0     | 1      | 0    | 1     |
| 11. | Chiny             | 0     | 0      | 1    | 1     |
| 11. | Indie             | 0     | 0      | 1    | 1     |
| 11. | Iran              | 0     | 0      | 1    | 1     |